# Víktor Keiru
Viktor Dzhonovich Keiru (en ruso Виктор Джонович Кейру, nacido el 31 de enero de 1984 en Rostov del Don, Rusia) es un exjugador de baloncesto profesional ruso que jugaba en la posición de alero.

## Clubes
- 2003-2005 UNICS Kazán
- 2005-2006 BC Dinamo San Petersburgo
- 2006-2007 Spartak Primorje
- 2007-2008 UNICS Kazán
- 2008-2010 CSKA Moscú
- 2010-2011 Dinamo Moscú
- 2011-2012 BC Spartak de San Petersburgo
- 2013-2014 Krasnye Krylya Samara